# Saussurea kolesnikovii
Saussurea kolesnikovii là một loài thực vật có hoa trong họ Cúc. Loài này được Khokhryakov & Voroshilov miêu tả khoa học đầu tiên năm 1971.